# سیارک ۱۶۷۵
سیارک ۱۶۷۵ (به انگلیسی: 1675 Simonida، نامگذاری:1938FB) هزار و ششصد و هفتاد و پنجمین سیارک کشف شده‌است که در ۲۰ مارس ۱۹۳۸ کشف شد.
قدر مطلق سیارک برابر ۱۱٫۹۱ است.